# Arcuavena bezzii
Arcuavena bezzii är en tvåvingeart som först beskrevs av Lindner 1949.  Arcuavena bezzii ingår i släktet Arcuavena och familjen vapenflugor. Inga underarter finns listade i Catalogue of Life.